# Béziers
Béziers (oksyt. Besièrs) – miejscowość i gmina we Francji, w regionie Oksytania, w departamencie Hérault.
Według danych na rok 1990 gminę zamieszkiwało 70 996 osób, a gęstość zaludnienia wynosiła 744 osoby/km² (wśród 1545 gmin Langwedocji-Roussillon Béziers plasuje się na 4. miejscu pod względem liczby ludności, natomiast pod względem powierzchni na miejscu 8.
Miasto zapisało się w historii jako miejsce masakry katarów, która przyczyniła się do szybszego zakończenia konfliktu religijnego w południowej Francji.
W mieście znajduje się stacja kolejowa Gare de Béziers.

## Współpraca
- Chiclana de la Frontera, Hiszpania
- Heilbronn, Niemcy
- Stawropol, Rosja
- Stockport, Wielka Brytania